# Oecanthus pictipes
Oecanthus pictipes is een rechtvleugelig insect uit de familie krekels (Gryllidae). De wetenschappelijke naam van deze soort is voor het eerst geldig gepubliceerd in 1917 door Rehn.